# St. Ulrich in Gröden

St. Ulrich von Südwesten gesehen

St. Ulrich von Nordwest mit Sellastock und Langkofelgruppe im Hintergrund

St. Ulrich in Gröden (ladinisch Urtijëiⓘ, italienisch Ortisei) ist eine italienische Marktgemeinde und der Hauptort von Gröden in Südtirol mit 4777 Einwohnern (Stand 31. Dezember 2023).
St. Ulrich in Gröden gehört zusammen mit St. Christina und Wolkenstein zu den drei Grödner Gemeinden, in denen neben Deutsch und Italienisch auch Ladinisch Amtssprache ist.

## Name
Der ladinische Name Urtijëi sowie die italienische Entsprechung Ortisei gehen auf einen Meierhof im Siedlungszentrum namens Ortiseyt (zu lateinisch urticetum, ‚Brennnesselfeld‘) zurück, der seit dem 13. Jahrhundert urkundlich belegt und noch 1497 in Bozener Urkunden namensgebend („Hanns von Ortiseit“) ist. Der Hof erscheint in späteren Urkunden unter dem Namen Mauriz und ist heute eines der ältesten Hotels im Tal. Die deutsche Bezeichnung St. Ulrich geht hingegen auf die katholische Pfarrei des Ortes zurück, die der Erscheinung des Herrn, aber auch dem Hl. Ulrich, dem Schutzpatron des Ortes, geweiht ist. Im Ulrichspatrozinium – ein typischer Besitzanzeiger – ist auch eine Reminiszenz an die mittelalterlichen Besitzungen der bischöflichen Kirche Augsburg im Eisacktaler und Grödner Gebiet enthalten.

## Lage und Beschreibung
St. Ulrich liegt ungefähr in der Mitte des in Ost-West-Richtung verlaufenden Grödner Tals (Gherdëina). Das zu Ladinien gerechnete Gemeindegebiet ist 24,25 km² groß, umfasst jedoch nur die orographisch rechte (nördliche) Talseite mit dem Ortskern (1170–1350 m s.l.m.) und den dahinter aufragenden Höhen. Die linke (südliche) Talseite jenseits des Grödner Bachs (Derjon) hingegen, mit den Ortschaften Pufels (Bula), Runggaditsch (Runcadic) und Überwasser (Sureghes), gehört – obwohl ladinischsprachig und wirtschaftlich wie kulturell deutlich nach Gröden hin orientiert – zur Gemeinde Kastelruth (Ćiastel). Gleiches gilt für die sich südlich hinter den Ortschaften erhebende Seiser Alm (Mont Sëuc) und Puflatsch (Bulacia).

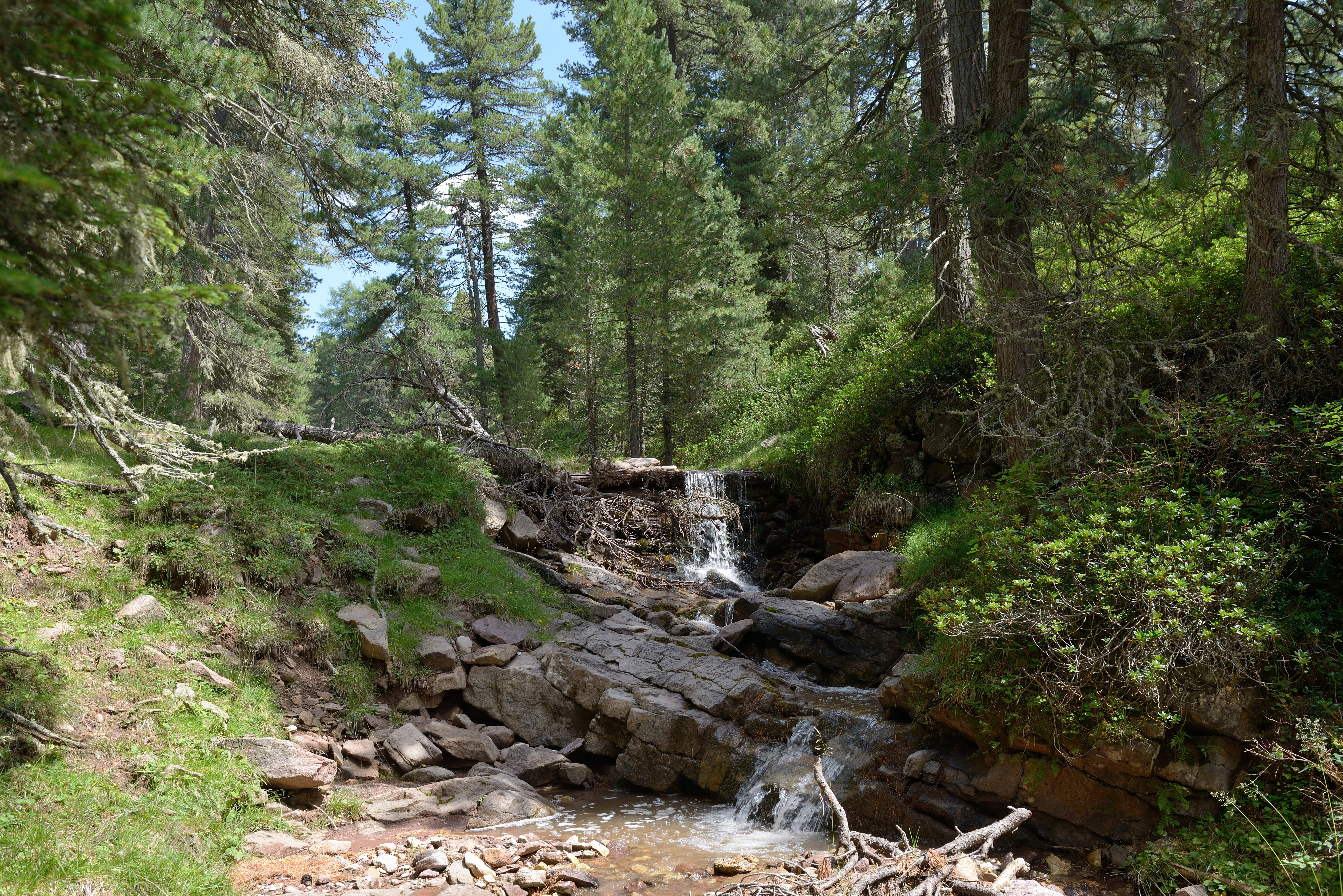
Der Fussel de Grialëces – ein die Innerraschötzer Alm entwässernder Bach

Nördlich und nordöstlich über dem Talgrund von St. Ulrich liegen westliche Ausläufer der zu den Dolomiten zählenden Geislergruppe. Im Nordosten erreicht die Gemeinde an der Seceda (2519 m, Secëda) ihren höchsten Punkt. Südlich der Seceda schiebt sich der Pitschberg (2363 m, Pic) ins Grödner Tal vor. Westlich der Seceda beginnt der Raschötzer Höhenrücken, der zu einem großen Teil im Naturpark Puez-Geisler unter Schutz gestellt ist. Dieser trägt auf seinen höchsten Erhebungen die Almen von Innerraschötz und Außerraschötz.
Im Westen grenzt St. Ulrich an die Eisacktaler Gemeinde Lajen, im Norden an Villnöß, im Osten an das höher im Tal gelegene St. Christina.

## Geschichte

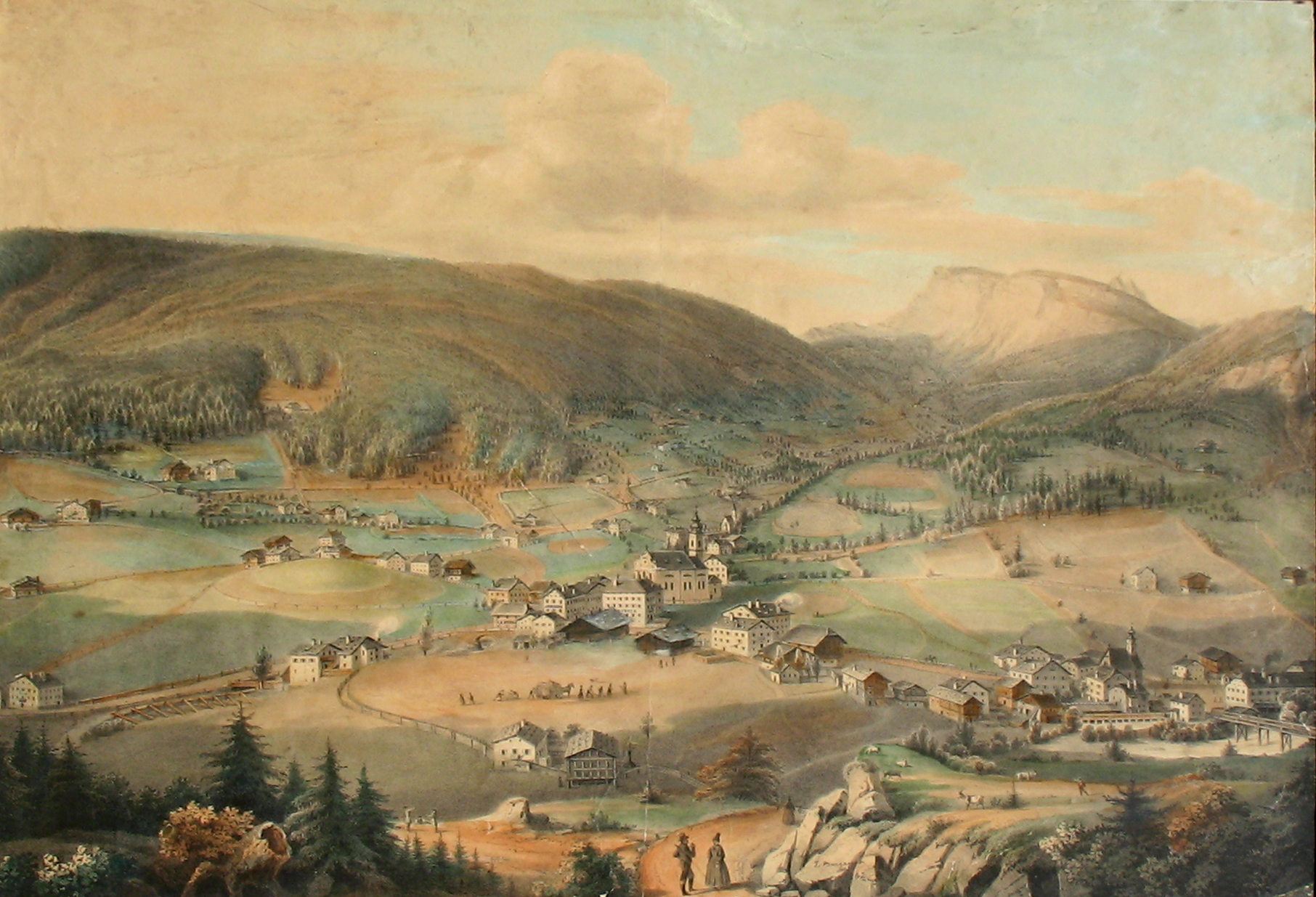
St. Ulrich in Gröden um 1856 in einer Lithografie des Johann Burgauner, nachkoloriert von Josef Moroder Lusenberg

Seit dem 17. Jahrhundert ist in St. Ulrich ein Großteil der Bevölkerung im Bereich der Holzschnitzerei, der sakralen Bildhauerei, des Altarbaus und der Holzspielzeugindustrie tätig. In der zweiten Hälfte des 19. Jahrhunderts wurde St. Ulrich erstmals von Bergsteigern wie Paul Grohmann entdeckt. Dem Wintertourismus gab Emil Terschak, der von 1893 bis 1900 im Ort wohnte, entscheidende Impulse.
Bekannt ist das Grödner Kunsthandwerk, insbesondere die Holzschnitzerei. St. Ulrich galt über zwei Jahrhunderte als internationales Zentrum für Holzschnitzereien. An der Wende vom 19. zum 20. Jahrhundert erreichte die sakrale Holzschnitzkunst an der von Ferdinand Demetz gegründeten Kunstschule in St. Ulrich und auch wegen der Ausbildung mehrerer Grödner an den Akademien in Wien und München ihren künstlerischen und wirtschaftlichen Höhepunkt. Durch das Zweite Vatikanische Konzil erfuhr die sakrale Bildhauerei in St. Ulrich einen schweren Rückschlag. Nur noch zumeist maschinell geschnitzte Kleinplastiken fanden seit den 1960er Jahren Absatz, hauptsächlich in den deutschsprachigen Ländern und in den USA.
Bis 1960 war der Ort durch die Grödner Bahn mit Klausen verbunden.
Die Grödner Bahn wurde hauptsächlich von russischen Kriegsgefangenen gebaut, die im Ersten Weltkrieg als Zwangsarbeiter eingesetzt wurden.
1970 war St. Ulrich Austragungsort der Alpinen Skiweltmeisterschaften.

## Politik
Bürgermeister seit 1952:
- Albino Dell’Antonio: 1952–1952
- Francesco Prugger: 1952–1956
- Luigi Santifaller: 1956–1960
- Rudolf Moroder: 1960–1964
- Giuseppe Runggaldier: 1964–1969
- Josef Sanoner: 1969–1985
- Luigi Comploj: 1985–1985
- Johann Moroder: 1985–1990
- Konrad Piazza: 1990–2005
- Ewald Moroder: 2005–2015
- Tobia Moroder: seit 2015

## Bevölkerung
St. Ulrich in Gröden ist gemäß den erhobenen Sprachgruppenzugehörigkeitserklärungen bzw. Sprachgruppenzuordnungserklärungen eine mehrheitlich ladinischsprachige Gemeinde. Als Berechnungsgrundlage der folgenden Prozentwerte wurden die gültigen Erklärungen von Personen mit italienischer Staatsbürgerschaft herangezogen.
| Sprache     | 1981    | 1991    | 2001    | 2011    | 2024    |
| ----------- | ------- | ------- | ------- | ------- | ------- |
| Ladinisch   | 84,35 % | 83,94 % | 82,32 % | 84,19 % | 79,75 % |
| Deutsch     | 10,26 % | 11,07 % | 12,13 % | 9,30 %  | 10,35 % |
| Italienisch | 5,39 %  | 4,98 %  | 5,55 %  | 6,51 %  | 9,90 %  |

## Bildung
St. Ulrich ist Sitz eines Schulsprengels, der mehrere Schulen der ladinischen Sprachgruppe gemeinsam verwaltet. Dieser umfasst in St. Ulrich die Grundschule und die Mittelschule „Ujep Antone Vian“, sowie die Grundschule der Nachbarortschaft Runggaditsch.
In St. Ulrich sind auch die einzigen weiterführenden Schulen von Gröden angesiedelt, nämlich das Kunstgymnasium „Cademia“, die Landesberufsschule für das Kunsthandwerk, sowie die Wirtschaftsfachoberschule „Raetia“.
Weiters gibt es in St. Ulrich noch den Kindergarten „Saliëta“, eine Musikschule und drei Bibliotheken: die Gemeindebibliothek „S. Durich“, die ladinische Bibliothek in der Cësa di Ladins sowie die Fachbibliothek des Kreises für Kunst und Kultur.

## Gesundheit
In St. Ulrich ist ein Gesundheitssprengel des Südtiroler Sanitätsbetriebs angesiedelt. Zudem besteht mit der „Dolomiti Sportclinic“ auch eine private Einrichtung.

## Wirtschaft

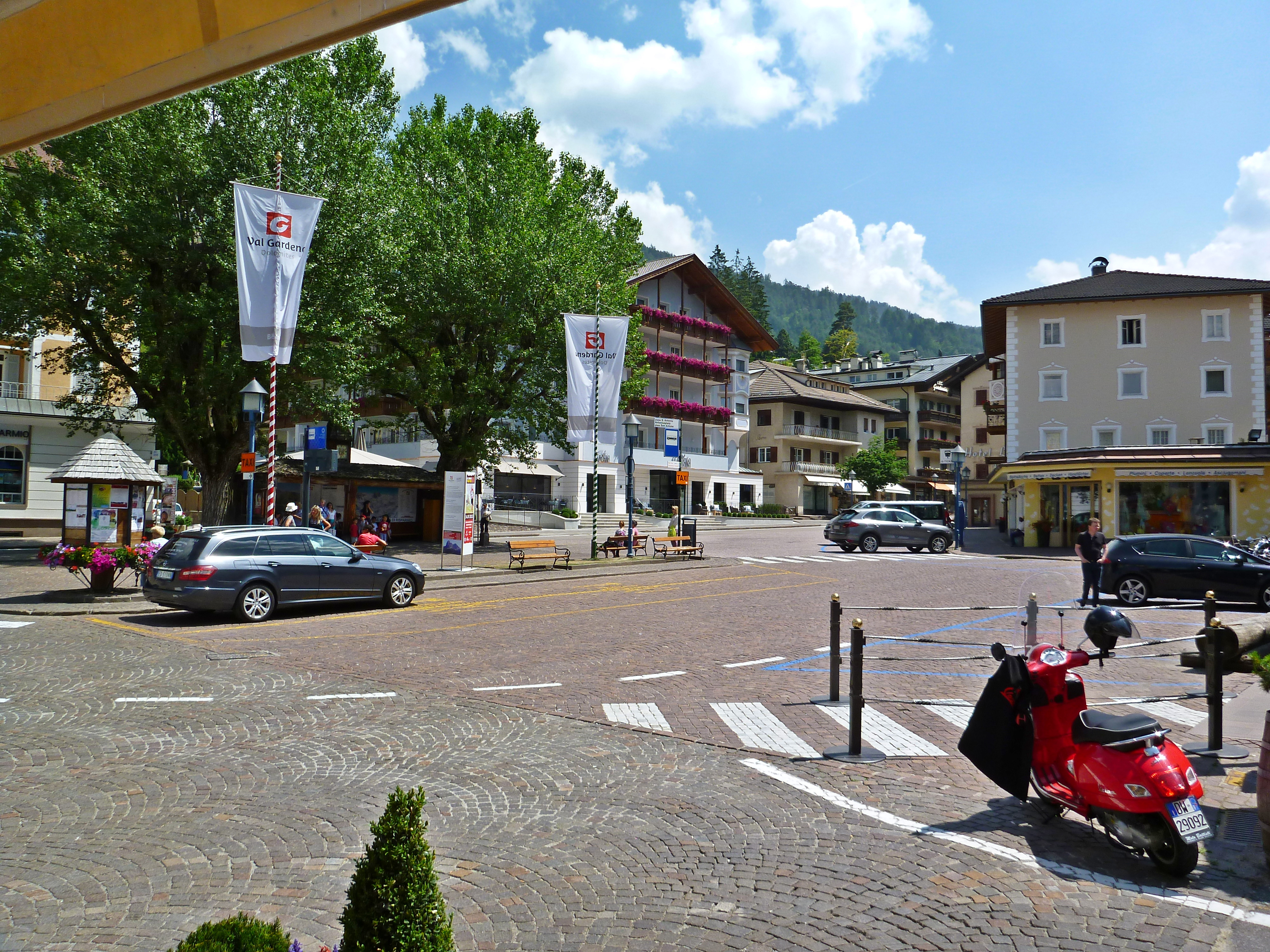
Antoniusplatz

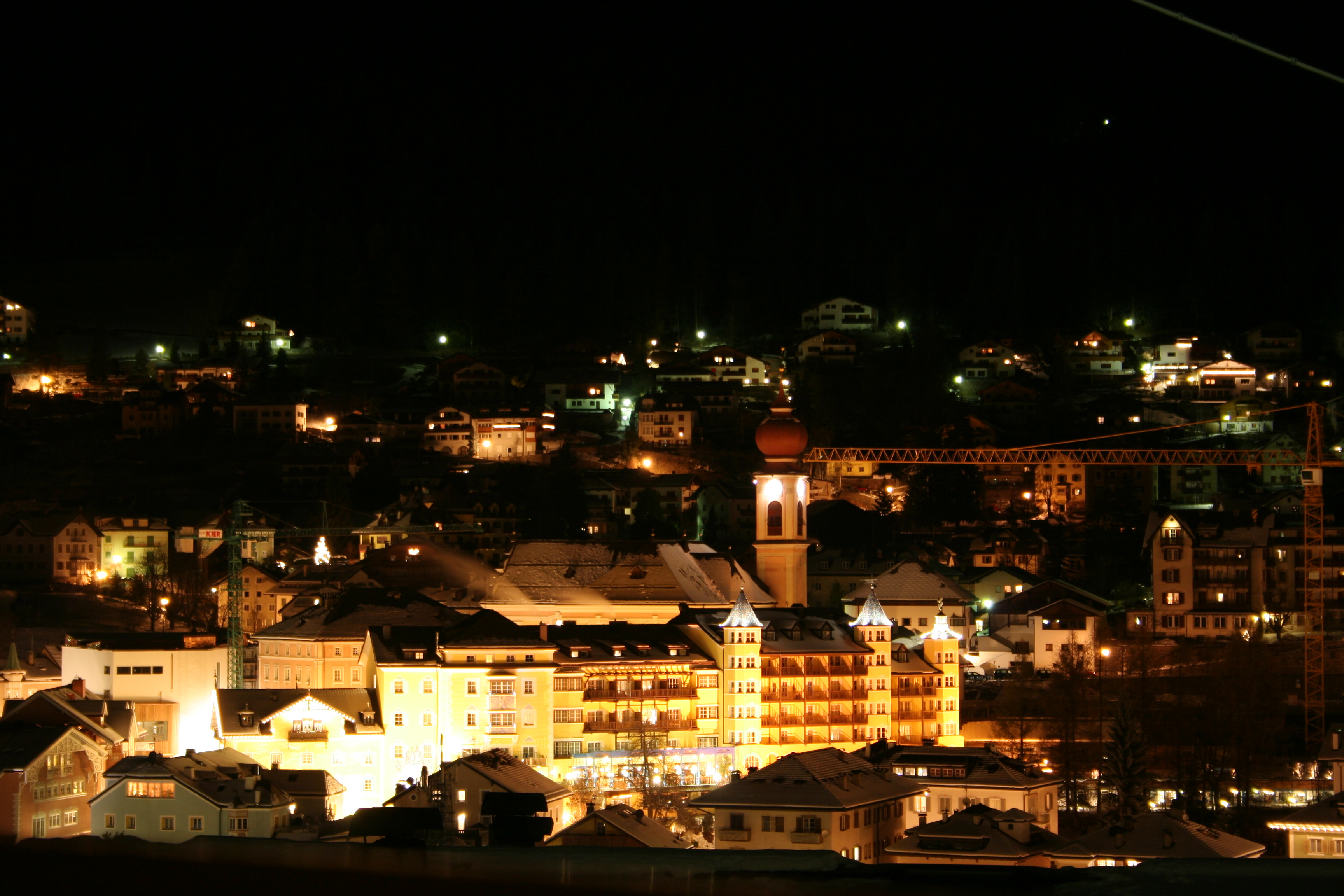
St. Ulrich bei Nacht

### Holzschnitzerei
- Kunsthandwerk (S. Bildhauer in Gröden)
- Holzindustrie (Maschinenschnitzen/CNC)
- Fassmalerei

### Tourismus
Hauptwirtschaftszweig ist seit einigen Jahrzehnten der Tourismus. St. Ulrich zählt zu den bekanntesten Wintersportorten der Alpen. Der Fremdenverkehr begann in St. Ulrich um 1850. 1873 beschrieb Amelia Edwards ihren Aufenthalt im Dörflein St. Ulrich.
1885 wurde der Verschönerungsverein St. Ulrich gegründet. Im gleichen Jahr erfolgte die Gründung der Sektion Gröden des Deutschen und Österreichischen Alpenvereins mit Sitz im Hotel Adler. Diese veranlasste den Bau der Raschötzhütte, die 1903 vollendet wurde.
1896 wurde der erste Rodelklub von Emil Terschak im Hotel Post gegründet und auch der Skisport wurde durch Emil Terschak und den Gadertaler Kostner in jenen Jahren eingeführt. Um die Jahrhundertwende gab es bereits einen Curling Club und 1907 wurde der erste Eisplatz geschaffen. 1927 wurde der erste Eishockeyclub gegründet und im selben Jahr ein neuer Eisplatz erstellt.
1935 wurde, in Anwesenheit des italienischen Kronprinzen Umberto di Savoia mit Familie, die erste Seilbahn in Gröden von St. Ulrich auf die Seiser Alm feierlich eingeweiht. Im selben Jahr wurde auch die erste Skischule in St. Ulrich gegründet, schon im Sommer standen vier Bergführer in St. Ulrich zur Verfügung. Um 1950 wurde die Skipiste „Standard“ von der Seiser Alm bis ins Dorf eröffnet. Im gleichen Jahr entstanden auch drei öffentliche Tennisplätze, an denen ab 1952 jährlich internationale Tennisturniere ausgetragen wurden.
1952 wurde die Raschötzer Bahn, ein Sessellift auf die Raschötz, gebaut. 1953 wurde der Verein der Bergführer und Bergretter Catores ins Leben gerufen. 1956 wurde das erste öffentliche Freibad gebaut.
Auch das 1957 erschienene Buch Gröden im Herzen der Dolomiten von Luis Trenker trug dazu bei, die Anzahl von Anreisen deutscher Touristen zu erhöhen. 1961 wurde die Secedaalm durch eine Doppelseilbahn von St. Ulrich aus erschlossen. 1967 entstand ein Kunsteisplatz, dieser wurde 1980 für die Eishockey-Weltmeisterschaft 1981 der B-Gruppe überdacht, die in St. Ulrich ausgetragen wurde.
Für die Alpinen Skiweltmeisterschaften 1970 wurden im Dorfzentrum ein Kongresshaus, geplant von Architekt Hubert Prachensky, und ein neues Gemeindehaus gebaut. 1975 wurde das Finale des Alpinen Skiweltcups mit einem Parallelslalom von Ingemar Stenmark und Gustav Thöni auf dem Ronc Hügel ausgetragen.
1976 entstand ein öffentliches Hallenbad mit Wellness-Anlagen Mar-Dolomit. 1981 wurde die Langlaufloipe Minert geschaffen. 2001 entstand die Verbindung „La Curta“, teils unterirdisch und zum Teil mit Rolltreppen, zwischen dem Dorfkern und der Aufstiegsanlage Seceda. 2004 wurde St. Ulrich durch den Bau einer unterirdischen Standseilbahn (Gardena Ronda Express) an die Skigebiete der Sellaronda direkt angebunden; vorher ging dies über Busverbindungen. Eine 2005 errichtete neue Fußgängerbrücke, welche die Talstraße und den Grödner Bach überspannt, ermöglicht eine rasche Verbindung vom Dorfkern zur neuen Umlaufbahn auf die Seiser Alm. 2008 wurde die Fußgängerzone im Zentrum erneuert und für durchfahrenden Autoverkehr ganz abgesperrt. Zugleich wurden Spazierwege in das Annatal und auf den Hügel Col de Flam ausgebaut.
Am 21. Mai 2005 war St. Ulrich, wiederum nach 1940, Endziel einer Etappe des Radrennens Giro d’Italia. Am 15. Mai 2017 war St. Ulrich erneut Zielort des 100. Giro d’Italia.

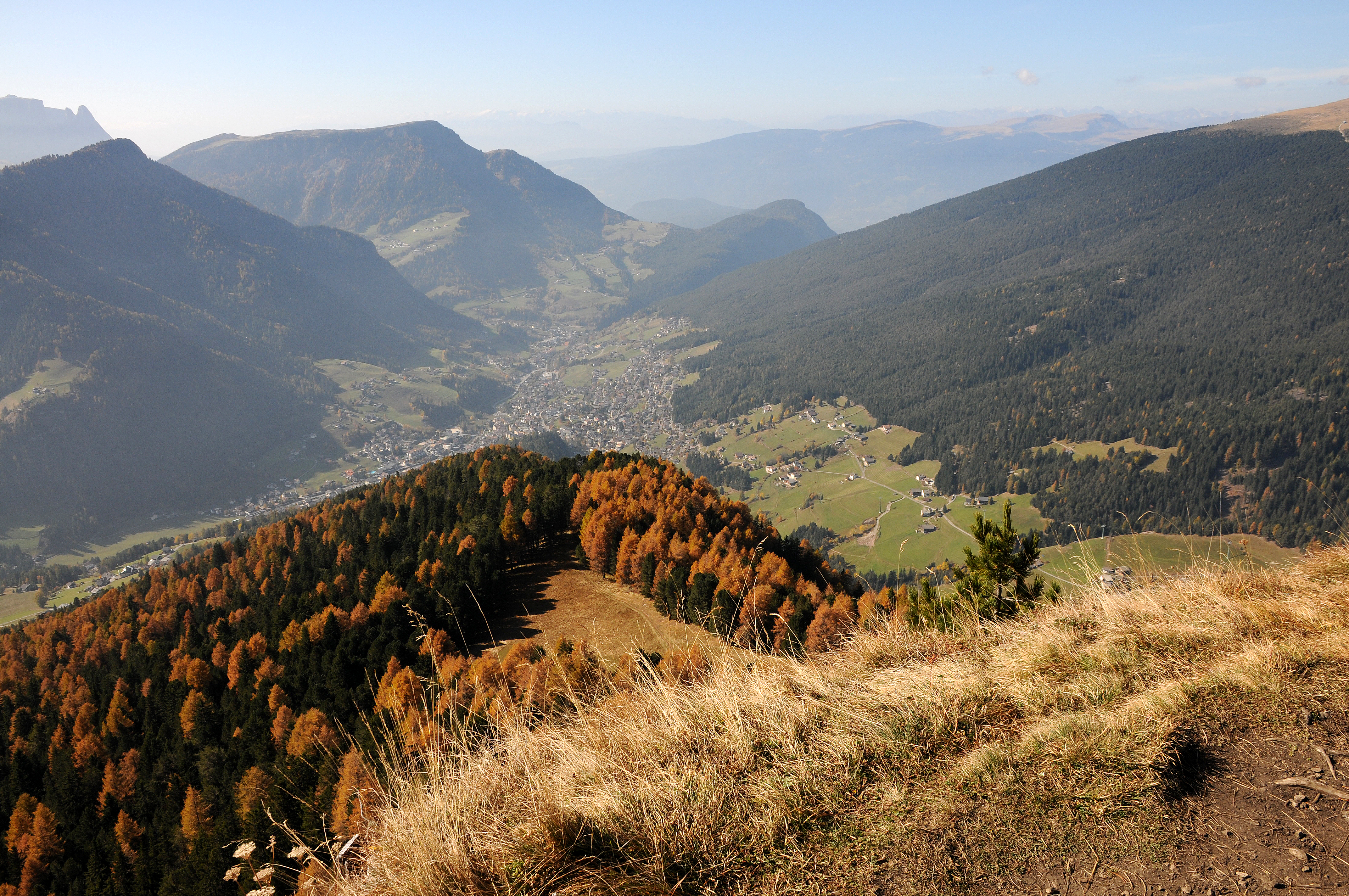
Blick auf St. Ulrich vom Seurasass, einem Vorgipfel des Pitschbergs

| Jahr | Gäste | Übernachtungen | Gastbetriebe | Bettenzahl                     |
| ---- | ----- | -------------- | ------------ | ------------------------------ |
| 1890 | 1130  |                |              | 0146                           |
| 1908 |       |                |              | 0700                           |
| 1934 |       |                | 220          | 2113 50 % ca. in Privathäusern |
| 1960 |       | 280.414        | 455          | 3487                           |
| 1984 |       | 599.272        | 495          | 6127                           |
| 2000 |       | 635.845        |              |                                |
| 2009 |       | 843.463        |              | 5721                           |

### Verkehr
Verkehrstechnisch ist St. Ulrich vom westlichen Eisacktal her ganzjährig über die Grödner Straße erschlossen, die weiter Richtung Osten zu den höher gelegenen Grödner Nachbargemeinden St. Christina (Santa Cristina) und Wolkenstein (Sëlva) führt. Daneben bestehen auch direkte Straßenverbindungen mit Kastelruth über den Panider Sattel (Pinëi) und mit Lajen.

## Sehenswürdigkeiten

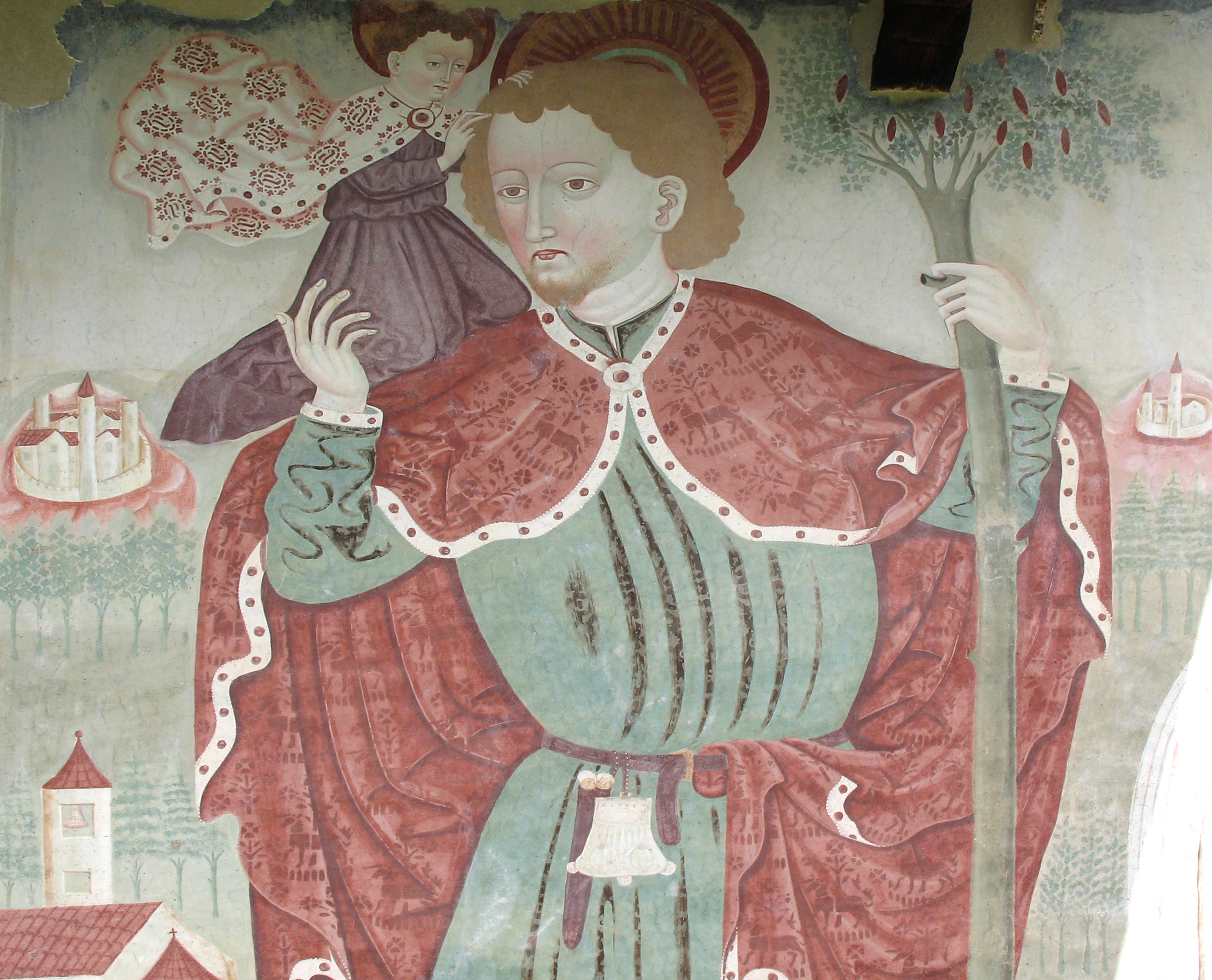
Hl. Christophorus aus dem 15. Jahrhundert an der St.-Jakobs-Kirche

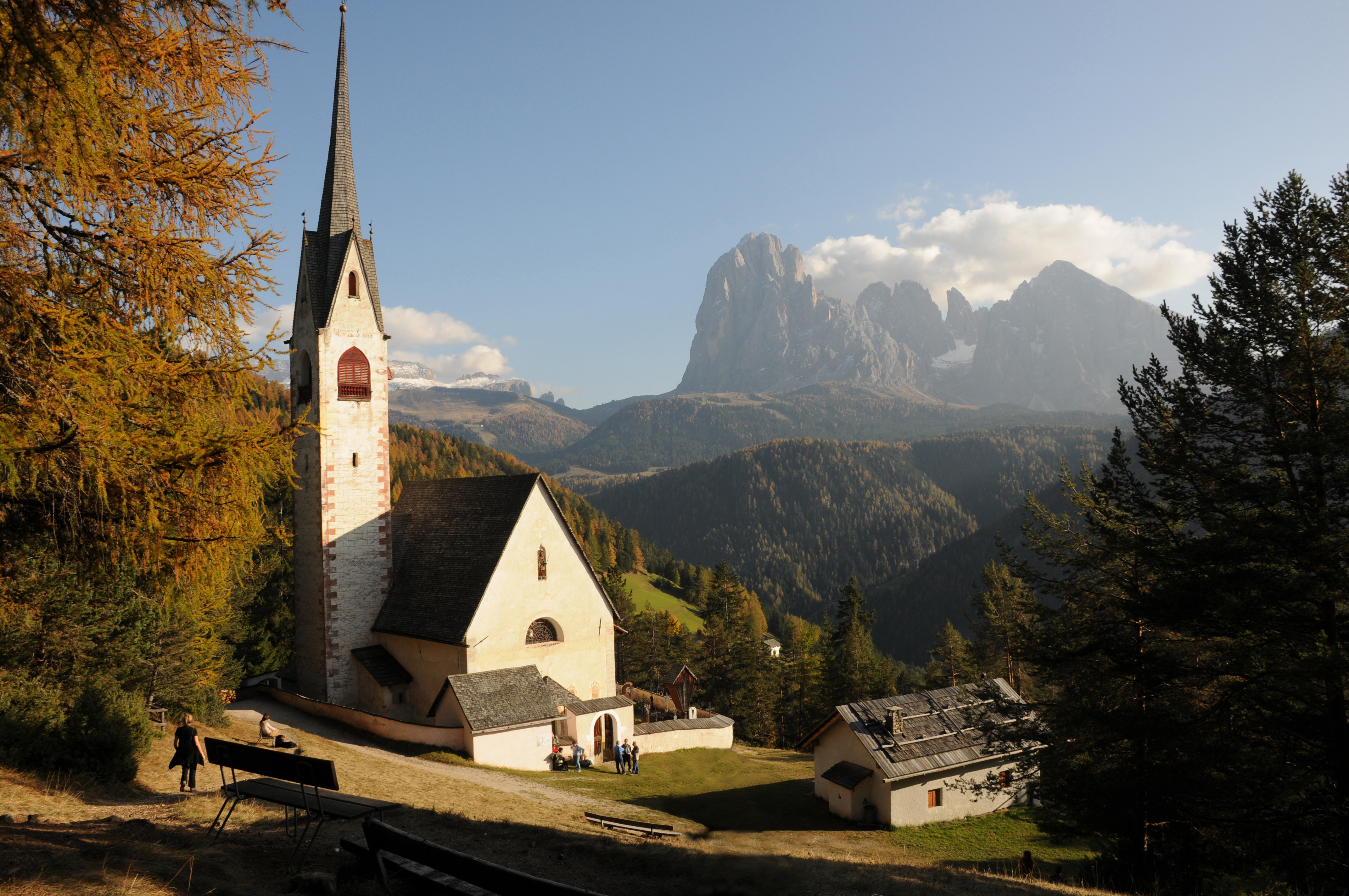
Die Kirche von St. Jakob

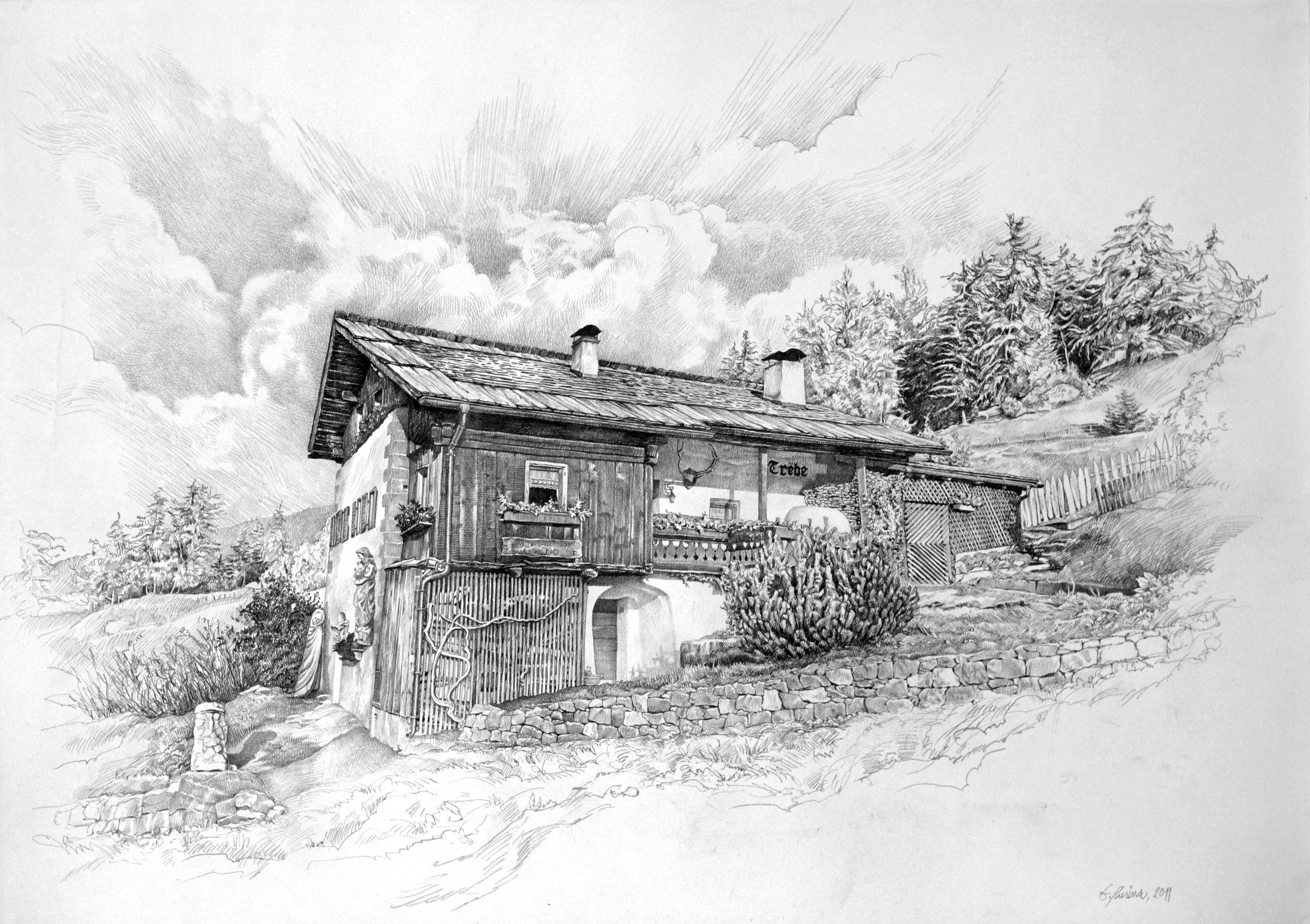
Der Hof Trëbe in St. Jakob, Urhof der Familie Trebinger, die ersten Bildhauer in Gröden

### Kirchen
- die Pfarrkirche des Heiligen Ulrich von Joseph Abenthung (Baujahre 1792–1796). Es finden sich hier sowohl Elemente aus Renaissance und Barock, als auch klassizistische Stilelemente (Nach Atz-Schatz ist der Baustil der Kirche der „gewöhnlich neuitalienische um 1800“). Die Kirche ist ausgestattet mit Werken von Johann Dominik Mahlknecht, Josef Moroder Lusenberg, Rudolf Moroder Lenert, Ludwig Moroder, Ferdinand Demetz, Johann Baptist Moroder, Anton Pitscheider, Vigil Dorigo, Anton Insam, Josef Mersa, Jakob Crepaz-Maidl und Vinzenz Peristi und anderen. Die Fresken im Hauptschiff sind Werke des Tiroler Malers Franz Xaver Kirchebner und dessen Bruders Josef;
- die Antoniuskirche mit zwei Bischöfen des Johann Vinazer, dem Heiligen Franziskus des Ludwig Moroder, dem Heiligen Antonius des Paul Moroder, der Dreifaltigkeit des Vinzenz Moroder, zwei Altarbildern des Josef Moroder Lusenberg und des Schweizer Malers Melchior Paul von Deschwanden und der Bernadette und der Mutter Gottes in der Lourdes-Grotte, Skulpturen von Jakob Crepaz da Maidl;
- die St.-Anna-Kirche im Friedhof mit zahlreichen Skulpturen namhafter Grödner Künstler. Begraben sind dort auch der Filmregisseur Luis Trenker und der Bergsteiger Ludwig Norman-Neruda;
- die Gefallenenkapelle auf dem Kirchplatz in St. Ulrich, im Jugendstil entworfen von Prof. Adolf Keim, mit der Pietà des Ludwig Moroder und der ältesten Glocke Grödens wahrscheinlich aus dem 13. Jahrhundert (siehe Bild);
- Kapelle am Col de Flam mit Christusfigur von Luis Insam;
- die St.-Jakobs-Kirche, der Überlieferung nach älteste Kirche des Tales mit einem schönen Freskenzyklus und einem barocken Hauptaltar mit Statuen der Künstlerfamilie Vinazer.
- die Heiligkreuzkapelle auf Raschötz.

### Weitere Sehenswürdigkeiten
- das Museum Gherdëina in der Cësa di Ladins besitzt eine reiche Sammlung von Grödner Holzschnitzereien vom 17. bis zum 20. Jahrhundert, altes Grödner Holzspielzeug, Fossilien und Mineralien aus den Dolomiten, archäologische Funde aus dem Grödner Raum von der Stein-, Bronze- und Eisenzeit bis zur Römerzeit, über 30 Werke des Grödner Kunstmalers Josef Moroder Lusenberg und das originale Hauptaltarblatt der St.-Jakobs-Kirche von Franz Sebald Unterberger. Einmalig im Alpenraum sind die Rötelzeichnungen auf einer spätmittelalterlichen Täfelung und das barocke Fastentuch von St. Jakob. Bekannt ist das Museum auch durch den Nachlass des Grödner Filmproduzenten, Bergsteigers und Architekten Luis Trenker;
- Villa Venezia mit den Skulpturen des Johann Baptist Moroder;
- das Paul-Grohmann-Denkmal für den Erschließer der Dolomiten wurde 1898 unterhalb von St. Jakob errichtet
- Stetteneck: mittelalterliche Burgruine
- In Oberwinkel und in St. Jakob, einem Weiler am Hang des Pitschberges, sind noch einige in gutem Zustand erhaltene Bauernhöfe zu besichtigen.

## Alpinismus
Ein einfacher Wanderweg ist der Paula Wiesinger und Hans Steger gewidmete Weg, der von der Bergstation der Seiser-Alm-Bahn in Compatsch quer über die Seiser Alm führt. Er ist den beiden legendären Kletterern der 1930er Jahre aus dem Grödner Tal gewidmet. Er kann auch im Winter begangen werden.
Bei St. Ulrich gibt es das Bouldergebiet Pontives, die Felsblöcke aus kompaktem Porphyr befinden sich im Wald. Dadurch herrscht im Sommer eine angenehme Kühle. Die Boulder sind bis zu 6 m hoch und umfassen 82 Boulderprobleme von einfach bis sehr anspruchsvoll.

## Persönlichkeiten

### Söhne und Töchter
- Vinzenz Maria Demetz (1912–2006), Tenor
- Carolina Kostner (* 1987), Eiskunstläuferin
- Isolde Kostner (* 1975), Skifahrerin
- Norbert Kostner (* 1945), Starkoch in Bangkok
- Ulrico Kostner (* 1946), Skilangläufer
- Joseph Anton Mahlknecht (1827–1869), Maler
- Ivo Mahlknecht (1939–2020), Skirennläufer
- Armin Mairhofer (* 1965), erster Sternekoch in Gröden
- Adele Moroder (1887–1966), ladinische Autorin
- Alex Moroder (1923–2006), Gründungsmitglied mehrerer Vereine
- Franz Moroder (1847–1920), erster Bürgermeister
- Giorgio Moroder (* 1940), Komponist und Oscar-Preisträger
- Luis Moroder (1940–2024), Chemiker und Hochschullehrer
- Petra Moroder (* 1968), Freestyle-Skifahrerin
- Siegfried Moroder (1911–1989), Bildhauer
- Raimund Mureda (1908–1985), Bildschnitzer
- Ernst Prinoth (1923–1981), Industrieller und Autorennfahrer
- Giuana Prugger (* 1992), Fußballspielerin
- Edmondo Rabanser (1936–2016), Eishockeyspieler
- Ylvie Runggaldier (* 1976), Skirennläuferin
- Livio Stuffer (* 1935), Skilangläufer
- Luis Trenker (1892–1990), Filmregisseur, Bergsteiger, Architekt
- Markus Vallazza (1936–2019), Maler, Grafiker und Illustrator
- Batista Vinatzer (1912–1993), Bergsteiger

### Künstler aus St. Ulrich
- Ulrich Bernardi (1925–2016), Bildschnitzer
- Ferdinand Demetz (1842–1902), Bildhauer
- Tresl Gruber (1897–1978), Künstlerin, Kunstlehrerin und Sprachwissenschaftlerin
- Luis Insam (1901–1950), Bildhauer
- Alois Kostner (1856–1918), Fassmaler
- Josef Kostner (1933–2017), Bildhauer, Zeichner, Dichter und Heimatforscher.
- Johann Dominik Mahlknecht (1793–1876), Bildhauer
- Josef Mersa (1871–1914), Bildhauer
- Egon Moroder Rusina (* 1949), Maler
- Johann Baptist Moroder-Lusenberg (1870–1932), Bildhauer
- Josef Moroder Lusenberg (1846–1939), Bildhauer und Maler
- Ludwig Moroder (1879–1953), Bildhauer
- Otto Moroder (1894–1977), Bildhauer
- Rudolf Moroder (1877–1914), Bildhauer
- Ulrich Moroder (* 1948), Maler und Fotograf
- Hans Perathoner (1872–1946), Bildhauer
- Vinzenz Peristi (1909–1943), Bildhauer und Bergsteiger
- Vigil Pescosta (1886–1981), Bildhauer
- Bernardin Pitschieler (1775–1853), Maler
- Josef Rifesser (1851–1919), Bildhauer
- Josef Rifesser (1921–2020), Bildhauer
- August Runggaldier (1880–1940), Bildhauer
- Franz Schmalzl (1843–1924), Bildhauer, Verleger
- Hans Sontheimer (1906–1981), Bildhauer und Maler
- Jakob Sotriffer (1796–1856), Bildhauer, Zeichenlehrer
- Ferdinand Stuflesser (1855–1926), Bildhauer
- Franz Tavella (1844–1931), Bildhauer
- Christian Trebinger (um 1580–vor 1676), Bildhauer
- Adolf Vallazza (* 1924), Bildhauer
- Hugo Vallazza (1955–1997), Maler
- Markus Vallazza (1936–2019), Maler und Illustrator
- Rudolf Vallazza (1888–1951), Bildhauer
- Martin Vinazer (1674–1744), Bildhauer
- Bruno Walpoth (* 1959), Bildhauer
- Johann Baptist Walpoth (1911–1934), Bildhauer

### Ehrenbürger
- Josef Metz – 1892
- Anton Graf Ceschi – 1908
- Franz Moroder (Lenert) – 1909
- Franz Anderlan – 1912
- Franz Demetz (Fëur) – 1926
- Arturo Marescalchi – 1930
- Engelbert Comploj – 1953
- Franz Prugger – 1971
- Rudolf Moroder – 1971
- Luis Trenker – 1971
- Alois Santifaller – 1971
- Josef Runggaldier – 1971
- Sandro Pertini – 1975
- Josef Pavlic – 1984
- Giorgio Moroder – 1985
- Luis Comploj Purger – 1991
- Johann Moroder – 1991
- Josef Anton Sanoner – 1991
- Konrad Piazza – 2007

## Familiennamen
Die meistverbreiteten Familiennamen in St. Ulrich sind:
- Moroder 279
- Demetz 217
- Kostner 174[15]